# シャイニング パワー
「シャイニング パワー」は、Berryz工房の24枚目のシングル。2010年11月10日にアップフロントワークス（PICCOLO TOWNレーベル）から発売された。

## 概要
- 初回限定盤A・B・Cと通常盤、イナズマ盤の5形態での発売。初回限定盤A・BはCD＋DVD、それ以外はCDのみ。初回限定盤A・B・Cにはイベント抽選シリアルナンバーカードが、イナズマ盤にはイナズマイレブンアニメプレミアムカード1種が封入されている。
- テレビ東京系アニメ『イナズマイレブン』エンディングテーマ。
- センターは熊井友理奈[1]。メインボーカルは熊井友理奈、夏焼雅、菅谷梨沙子、嗣永桃子であるが、全員にソロパートがある。

## 収録曲
全作詞・作曲：つんく
1. シャイニング パワー [4:05]
編曲：鈴木俊介
2. ちょっとさみしいな [4:44]
編曲：藤澤慶昌
3. シャイニング パワー (Instrumental) [4:05]

### 初回限定盤A付属DVD
1. シャイニング パワー (Dance Shot Ver.)

### 初回限定盤B付属DVD
1. シャイニング パワー (Close-up Ver.)

## 参加ミュージシャン
シャイニング パワー
- プログラミング&ギター：鈴木俊介
- コーラス：CHINO

ちょっとさみしいな
- プログラミング&ギター：藤澤慶昌
- コーラス：竹内浩明

## カバー
シャイニング パワー
- alom - アルバム『イナズマ爆EDソングス』に収録。